# I Care a Lot
I Care a Lot ist ein amerikanisch-britischer Spielfilm des Regisseurs J Blakeson aus dem Jahr 2020. Die Hauptrollen spielen Rosamund Pike, Peter Dinklage, Eiza González und Dianne Wiest.

## Handlung
Marla Grayson betreibt in Massachusetts ein kleines Unternehmen, mit dem sie Betreuungsdienstleistungen für alleinstehende Senioren anbietet. Sie sucht vor allem reiche Patienten ohne Familie, die sie dann skrupellos ausbeutet. Dazu hat sie ein Netzwerk aus profitierenden Unterstützern aufgebaut, darunter eine korrupte Ärztin, die ihre Patienten als unmündig einstuft, und den Leiter eines Pflegeheims, der die von Marla eingelieferten Heimbewohner sediert und gefügig macht. Danach verkauft Marla die Wertgegenstände und später auch die Häuser ihrer Opfer. 
Wenn Familienmitglieder sie verklagen, kann sie sich dank ihrer eloquenten Art stets aus der Affäre ziehen. Nachdem sie erneut vor Gericht gewonnen hat, bedroht sie der unterlegene Kläger Mr. Feldstrom, dem im Seniorenheim seiner Mutter Hausverbot erteilt wurde. Doch auch Todesdrohungen halten Marla nicht von ihren Machenschaften ab.
Als eines ihrer Mündel verstirbt, sucht Marla nach einem lukrativen Ersatz. Über die Ärztin Dr. Karen Amos erfährt sie von der vermögenden Patientin Jennifer Peterson, die keine Familie zu haben scheint. Nachdem Dr. Amos vorsätzlich falsch attestiert, dass Mrs. Peterson dement und orientierungslos sei, wird Marla vom Gericht als ihr Vormund bestellt. Mrs. Peterson wird daraufhin per Sofortbeschluss in das Heim verbracht, dessen Leiter Sam Rice das betrügerische System unterstützt. Danach beginnt Marla umgehend mit dem Verkauf des Hausstands von Mrs. Peterson. In einem Bankschließfach findet sie neben kleineren Wertgegenständen auch einen Beutel mit Diamanten, die allerdings nicht in der Inventarliste aufgeführt sind. Sie nimmt die Diamanten an sich und bespricht mit ihrer Lebens- und Geschäftspartnerin Fran das weitere Vorgehen.
Während Fran noch das Haus von Mrs. Peterson für den Verkauf renovieren lässt, erscheint ein bestellter Taxifahrer. Nachdem Fran ihm erklärt hat, dass Mrs. Peterson umgezogen sei, verschwindet er hektisch. Sein Auftraggeber ist der Gangsterboss Roman Lunyov, der Sohn von Jennifer Peterson. Seine Handlanger finden schnell heraus, wo Romans Mutter untergebracht ist und wer ihr Vormund ist. Romans Anwalt Dean Ericson bietet Marla 150.000 US-Dollar in bar an, wenn sie Mrs. Peterson gehen lässt. Als Marla das Angebot auch nach Verdoppelung der Summe ablehnt, droht Ericson ihr, dass sie diese Entscheidung sehr schnell bereuen werde. Der Fall landet vor Gericht, wo der Richter den von Ericson gestellten Antrag auf Auflösung des Betreuungsverhältnisses ablehnt, da der Anwalt nicht nachweisen kann, dass er von Jennifer Peterson engagiert wurde.
Fran findet schließlich heraus, dass Jennifer Peterson eine gestohlene Identität von einem vor Jahrzehnten verstorbenen Mädchen angenommen hat. Da Mrs. Peterson jegliche Kooperation mit Marla ablehnt und auch unmissverständliche Andeutungen macht, dass sich Marla mit den Falschen anlegt, lässt Marla ihre Sedierung erhöhen und ihre Annehmlichkeiten im Heim deutlich einschränken. Roman entdeckt zwischenzeitlich, dass sich die Diamanten nicht mehr im Bankschließfach befinden. Er schickt drei seiner Männer ins Heim, um seine Mutter zu befreien. Die Mission schlägt jedoch fehl. Über einen Kontakt Frans zu einer Polizistin erfährt Marla, dass die Schläger zur Russenmafia gehören. Wütend über den gescheiterten Befreiungsversuch lässt Roman Dr. Amos töten. Nachdem sie vom Mord an der Ärztin erfahren haben, fliehen Marla und Fran in eines der zum Verkauf stehenden Häuser ihrer Mündel. Marla reizt Mrs. Peterson bei einem Gespräch im Heim so sehr, dass diese versucht, sie zu erwürgen. In der Folge wird sie in eine psychiatrische Anstalt verlegt.
Kurz darauf lässt Roman Marla entführen und Fran, die ihre Reisepässe aus der alten Wohnung holen wollte, schwerst zusammenschlagen. Marla bietet Roman Lunyov an, seine Mutter im Tausch für 10 Mio. US-Dollar freizulassen, was dieser ablehnt. Er lässt Marla betäubt und mit eingeflößtem Alkohol in ihr Auto setzen, das seine Gehilfen in einem See versenken. Marla kann sich jedoch aus dem untergehenden Wrack befreien und kehrt in ihre alte Wohnung zurück, wo sie die verletzte Fran findet und vor einer Gasexplosion rettet. Die Frauen fliehen in ihr Versteck, wo Marla Fran die Diamanten zeigt. Sie stehen vor der Entscheidung, ob sie sofort die Stadt verlassen und ein neues Leben beginnen oder ob sie sich an Roman Lunyov rächen. Schließlich stimmt Fran Marlas Racheplan zu.
Über ein Kfz-Kennzeichen finden sie Roman, entführen ihn und lassen ihn sediert und nackt in der Wildnis zurück, wo er von einem Jogger gefunden wird. Da er im Krankenhaus seine Identität nicht nachweisen kann, wird er als Hilfsbedürftiger eingestuft und gerät unter Marlas Vormundschaft. Erneut bietet sie Roman an, seine Mutter und ihn im Tausch gegen 10 Mio. US-Dollar freizulassen. Roman schlägt ihr stattdessen eine Zusammenarbeit in ihrem Geschäftsbereich vor, das beide nun global aufziehen wollen. Marla akzeptiert den Vorschlag und wird mit Romans Unterstützung schnell zu einer vermögenden und mächtigen Geschäftsfrau. Kurz darauf heiraten Marla und Fran, und Roman Lunyov ist wieder mit seiner Mutter vereint.
Nach einem Fernsehinterview wird Marla vom wutentbrannten Mr. Feldstrom erschossen, der verbittert ist über den einsamen Tod seiner Mutter im Pflegeheim.

## Veröffentlichung
Der Film feierte seine Premiere am 12. September 2020 beim Toronto International Film Festival.
In Deutschland und vielen anderen Märkten wurde der Film am 19. Februar 2021 beim Streaming-Dienst Netflix veröffentlicht.

## Rezeption
Laut Rotten Tomatoes erhielt der Film von 78 % der Kritiker eine positive Bewertung, basierend auf 230 Kritiken mit einer Durchschnittswertung von 7,0/10 Punkten. Laut Kritikerkonsens ist I Care a Lot ein „beißender Seitenhieb auf den Spätkapitalismus“ und eine „erheiternde pechschwarze Komödie mit einer boshaften Rosamund Pike“ in der Hauptrolle.
Bei Metacritic hält der Film eine gewichtete Durchschnittswertung von 66 von 100 Punkten, basierend auf 39 Kritiken.

## Auszeichnungen
- Golden Globe Awards 2021: Auszeichnung in der Kategorie Beste Hauptdarstellerin – Komödie oder Musical für Rosamund Pike[5]